# Мухаммад Шахбаз
Мухаммад Шахбаз (1 грудня 1972) — пакистанський хокеїст на траві.
Бронзовий призер Олімпійських Ігор 1992 року, учасник 1996 року.
Бронзовий призер Азійських ігор 1994 року.
Чемпіон світу 1994 року.
Переможець Трофею чемпіонів 1994 року, срібний призер 1991 року, бронзовий призер 1992, 1995 років.